# فیکولین
فیکولین (به انگلیسی: Ficolin) پروتئین های پلاسمایی پنتامری سیستم ایمنی ذاتی که دارای دومین های شبه کلاژن و شبه فیبرینوژن شناسایی کننده کربوهیدرات هستند که به اجزاء جدار سلول های باکتری های گرم مثبت متصل شده و آنها را اپسونیزه کرده و کمپلمان را فعال می کنند.